# Stroiești (okręg Botoszany)
Stroiești – wieś w Rumunii, w okręgu Botoszany, w gminie Lunca. W 2011 roku liczyła 906 mieszkańców.